# Manoharpur (ort i Indien, Jharkhand)
Manoharpur är en ort i Indien.   Den ligger i distriktet Pashchim Singhbhūm och delstaten Jharkhand, i den östra delen av landet, 1 100 km sydost om huvudstaden New Delhi. Manoharpur ligger 228 meter över havet och antalet invånare är 13 189.
Terrängen runt Manoharpur är platt åt nordväst, men åt sydost är den kuperad. Runt Manoharpur är det ganska tätbefolkat, med 86 invånare per kvadratkilometer. Manoharpur är det största samhället i trakten. I omgivningarna runt Manoharpur växer huvudsakligen savannskog.